# Painzela
Painzela é uma povoação portuguesa do Município de Cabeceiras de Basto que foi sede da extinta Freguesia de Painzela, freguesia que tinha 7,35 km² de área e 959 habitantes (2011), e, por isso, uma densidade populacional de 130,5 hab/km².
A Freguesia de Painzela foi extinta em 2013, no âmbito de uma reforma administrativa nacional, tendo sido agregada às freguesias de Refojos de Basto e Outeiro, para formar uma nova freguesia denominada União das Freguesias de Refojos de Basto, Outeiro e Painzela com a sede em Refojos de Basto.

## População
| População da freguesia de Painzela (1864 – 2011) | População da freguesia de Painzela (1864 – 2011) | População da freguesia de Painzela (1864 – 2011) | População da freguesia de Painzela (1864 – 2011) | População da freguesia de Painzela (1864 – 2011) | População da freguesia de Painzela (1864 – 2011) | População da freguesia de Painzela (1864 – 2011) | População da freguesia de Painzela (1864 – 2011) | População da freguesia de Painzela (1864 – 2011) | População da freguesia de Painzela (1864 – 2011) | População da freguesia de Painzela (1864 – 2011) | População da freguesia de Painzela (1864 – 2011) | População da freguesia de Painzela (1864 – 2011) | População da freguesia de Painzela (1864 – 2011) | População da freguesia de Painzela (1864 – 2011) |
| ------------------------------------------------ | ------------------------------------------------ | ------------------------------------------------ | ------------------------------------------------ | ------------------------------------------------ | ------------------------------------------------ | ------------------------------------------------ | ------------------------------------------------ | ------------------------------------------------ | ------------------------------------------------ | ------------------------------------------------ | ------------------------------------------------ | ------------------------------------------------ | ------------------------------------------------ | ------------------------------------------------ |
| 1864                                             | 1878                                             | 1890                                             | 1900                                             | 1911                                             | 1920                                             | 1930                                             | 1940                                             | 1950                                             | 1960                                             | 1970                                             | 1981                                             | 1991                                             | 2001                                             | 2011                                             |
| 613                                              | 614                                              | 659                                              | 759                                              | 755                                              | 757                                              | 795                                              | 839                                              | 848                                              | 780                                              | 685                                              | 721                                              | 708                                              | 926                                              | 959                                              |